# Szódás elridegülés

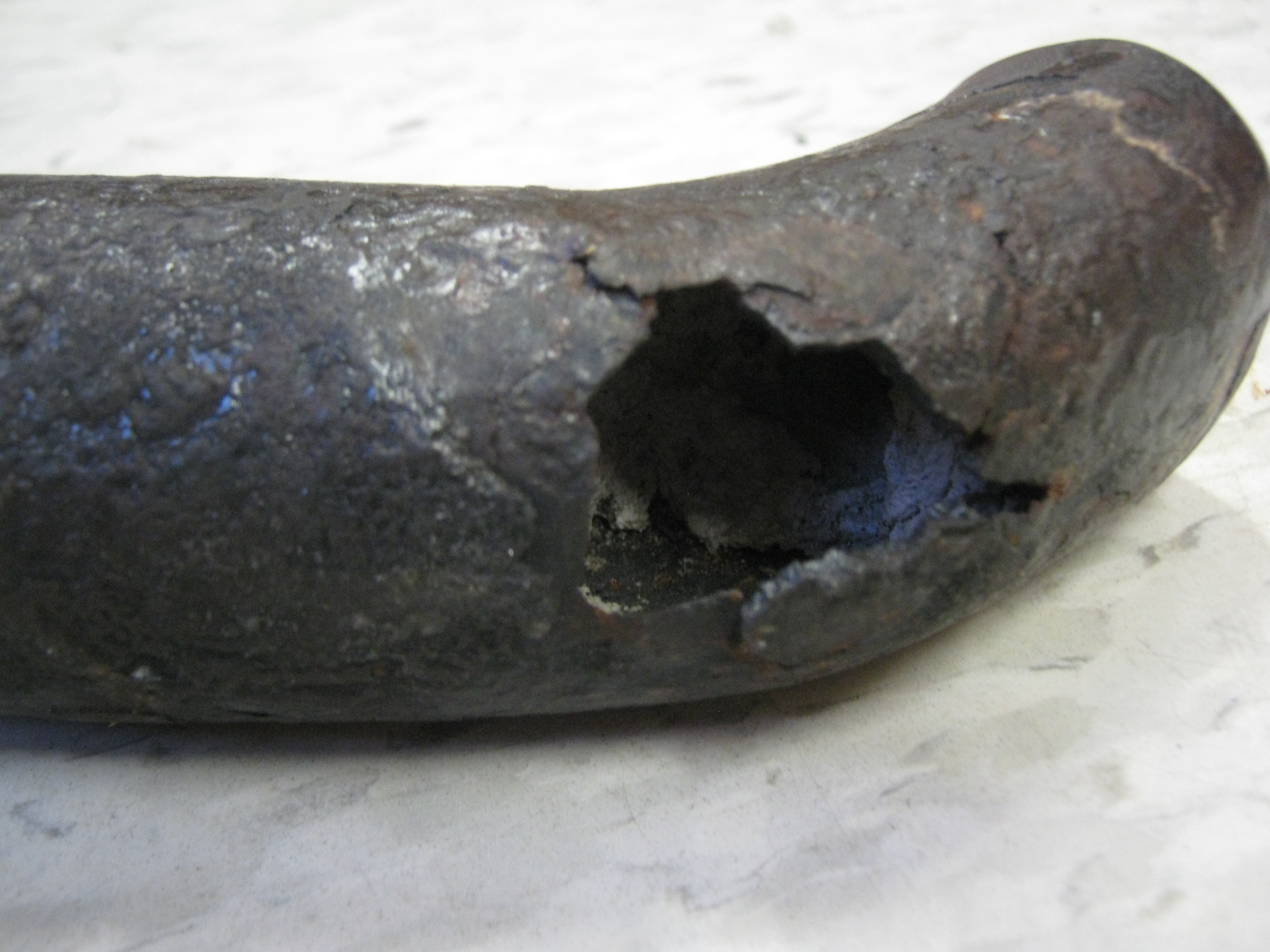
Szódás elridegülés

A szódás elridegülés a kazánokat veszélyeztető alattomos korróziós jelenség.
Akkor következik be, ha az anyagban (a kazánlemezben) a feszültség túlnő a rugalmassági határon és a tápvízben az oldott szóda (nátrium-karbonát) koncentrációja eléri a 100 g/l-t.
Bár normális esetben a koncentráció ennek csak kb. öt százaléka, de a szegecselési helyek tömörtelensége miatt mégis létrejöhet ilyen feldúsulás. A nem tökéletesen záródó felületek közé az oldatból a szóda folyamatosan kiválik és így koncentrációja a tápvízben lévő koncentrációt sokszorosan meghaladhatja.
Szódás elridegülésnél a repedés a kristályszemcsék határain halad és általában azután okoz súlyos kazánsérülést, ha a tömörtelen szegecskötést ismételt tömörítésekkel túlzottan igénybe veszik.